# Theodor Raspe
Theodor Ferdinand Joseph Martin Raspe (* 18. Mai 1879 in Rostock; † 24. April 1915 an der Westfront) war ein deutscher Kunsthistoriker, Denkmalpfleger und Museumsdirektor.

## Leben
Theodor Raspe wurde geboren als Sohn und ältestes von vier bekannten Kindern des Rostocker Kaufmanns Franz Raspe (* 1848) und dessen Frau Berta, geb. Wagner, einer Pastorentochter aus Zernin.
Nach dem Besuch der Großen Stadtschule in seiner Heimatstadt bis Ostern 1910 studierte er in Dresden und Charlottenburg Architektur, in München und Rostock Klassische Archäologie und Kunstgeschichte. 1905 wurde er mit der Schrift Die Nürnberger Miniaturmalerei bis 1515 zum Dr. phil. promoviert.
Ab 1906 war Raspe wissenschaftlicher Hilfsarbeiter unter Justus Brinckmann am Hamburgischen Museum für Kunst und Gewerbe. Am 1. Mai 1909 wurde Raspe dann zum Direktor des Kunstgewerbemuseums in Oldenburg berufen. Raspes Fachgebiet waren Fayencen und niederdeutsche Volkskunst.
In der Folge war Raspe maßgeblich an der Gründung der Oldenburgischen Museumsgesellschaft beteiligt. Darüber hinaus war Raspe auch Vorstandsmitglied des Vereins für Altertumskunde und Landesgeschichte.
Theodor Raspe nahm als Leutnant und Führer der oldenburgischen 9. Kompanie des 77. Landwehrregiments am Ersten Weltkrieg teil und fiel am 24. April 1915 an der Westfront bei Wallemolen in Flandern. Er wurde auf dem Deutschen Soldatenfriedhof Langemark in Langemark-Poelkapelle bestattet.
Theodor Raspe hatte am 2. April 1909 in Rostock (Clara) Susanne (Ellen) Reuter (* 1884) geheiratet, eine Tochter des Direktors der Rostocker Elementarschulen Karl Friedrich Bernhard Reuter (1839–1906). Die beiden Söhne der Familie blieben im Zweiten Weltkrieg. Der erstgeborene Sohn, Leonhard (Franz) Raspe (* 8. Januar 1910 in Hamburg; † 27. August 1941) fiel als Oberleutnant im Infanterie-Regiment (Mot.) 29 an der Ostfront. Der 1910 in Oldenburg geborene jüngere Sohn, Günter Raspe (* 18. Dezember 1910; † 5. Juni 1940), war Dr. med. und fiel als Unterarzt im Stab I, Infanterie-Regiment 89, in Franleu in Frankreich.

## Schriften
- Die Nürnberger Miniaturmalerei bis 1515. Heitz, Strassburg 1905 (Studien zur deutschen Kunstgeschichte 60).
- Die Kreuzigungsgruppe auf dem St. Georgskirchhof. In: Zeitschrift für christliche Kunst, Bd. 20, 1907, Heft 6, S. 174–180.
- Ausstellung der Hamburger Kunstgewerbeschule Ostern 1908. In: Kunstgewerbeblatt, Bd. 19, 1908, S. 161–176.
- Ein Kelch von ungarischer Drahtschmelzarbeit. In: Zeitschrift für christliche Kunst, Bd. 22, 1909, Heft 5, S. 149–158.
- Eine gotische Truhenplatte mit christlichen Sinnbildern. In: Zeitschrift für christliche Kunst, Bd. 22, 1909, Heft 7, S. 197–202.
- Das althamburgische Kaufmannshaus. In: Velhagen und Klasings Monatshefte, Jg. 24, 1909/10, S. 581–592.
- Von der hamburgischen Tischlerzunft: Zunftstücke im Museum für Kunst und Gewerbe. In: Zeitschrift des Vereins für Hamburgische Geschichte, Bd. 15, 1910, S. 67–77.
- Kirchlicher Kunstbesitz des Oldenburgischen Museums. In: Zeitschrift für christliche Kunst, Bd. 25, 1912, S. 259–288.